# Йоганн Адамец
Йоганн Адамец (нім. Johann Adametz; 10 квітня 1879, Відень — 6 травня 1963, Відень) — австро-угорський, австрійський і німецький офіцер, генерал-майор люфтваффе.

## Біографія
18 серпня 1898 року вступив у австро-угорську армію. Учасник Першої світової війни, після завершення якої продовжив службу в австрійській армії. 31 липня 1929 року вийшов у відставку. З 1 червня 1936 року — цивільний співробітник сухопутних військ.
Після аншлюсу 15 березня 1938 року переведений в штаб головнокомандувача люфтваффе в Австрії. З 1 вересня 1939 року — командир 3-го дивізіону радіопрослуховування 4-го авіаполку, з 1 квітня 1940 року — командир полку, одночасно керівник частин зв'язку 4-го повітряного полку. З 2 січня 1941 року — керівник частин зв'язку 17-ї авіаційної області, одночасно командир 17-го навчального полку зв'язку. 18 червня 1941 року відправлений у резерв, 15 грудня — у відставку.

## Звання
- Лейтенант (26 жовтня 1899)
- Обер-лейтенант (1 травня 1905)
- Гауптман (1 травня 1913)
- Майор (1 листопада 1918)
- Оберст-лейтенант (1 січня 1921)
- Оберст (20 травня 1927)
- Титулярний генерал-майор (18 липня 1929)
- Генерал-майор (1 лютого 1941)

## Нагороди
- Ювілейна пам'ятна медаль 1898
- Військовий ювілейний хрест
- Бронзова і срібна медаль «За військові заслуги» (Австро-Угорщина) з мечами
- Військовий Хрест Карла
- Пам'ятна військова медаль (Австрія) з мечами
- Орден Заслуг (Угорщина), командорський хрест із зіркою
- Почесний хрест ветерана війни з мечами
- Медаль «За вислугу років у Вермахті» 4-го, 3-го, 2-го і 1-го класу (25 років)
- Хрест Воєнних заслуг 2-го класу з мечами